# Elisabeth Vera Rathenböck
Elisabeth Vera Rathenböck (* 27. März 1966 in Linz, Oberösterreich) ist eine österreichische Schriftstellerin.

## Leben
Elisabeth Vera Rathenböck besuchte Volksschule und Gymnasium in Linz. Sie studierte Publizistik, Kommunikationswissenschaften und Italienisch an der Universität Wien. 1986 nahm sie an der Internationalen Sommerakademie für bildende Kunst in Salzburg (Meisterklasse Georg Eisler) teil. Anschließend studierte sie Malerei (Eric van Ess, Dietmar Brehm) und Bildhauerei (Meisterklasse Erwin Reiter) an der Universität für künstlerische und industrielle Gestaltung Linz und schloss 1993 mit Diplom (Magistra artium) ab. Rathenböck lebt heute in Garsten bei Steyr in Oberösterreich und in Linz.
Elisabeth Vera Rathenböck ist in der Bildenden Kunst (Malerei, Grafik) tätig und Mitglied der bvoe - Vereinigung Kunstschaffender Oberösterreich.
Elisabeth Vera Rathenböck schreibt Erzählungen, Theaterstücke, Opernlibretti und Essays für Kunstkataloge und Kunstbücher. Sie ist Mitglied der Grazer Autorenversammlung und des Marlen-Haushofer-Forums.
Sie erhielt 1999 die Talentförderungsprämie für Literatur des Landes Oberösterreich und eine Anerkennung beim Marianne-von-Willemer-Preis. Ihr dramatisches Werk wurde mehrmals mit der Dramatikerprämie des Landes Oberösterreich ausgezeichnet. Im Jahr 2005 und im Jahr 2007 nahm Rathenböck ein Aufenthaltsstipendium des Landes Oberösterreich in Český Krumlov (Krumau) wahr. Ihr Monodrama "Eiskind" in der Inszenierung von Aydin Isik wurde für das Horizont-Theater in Köln zum Kölner Kinder- und Jugendtheaterpreis 2009 nominiert.

## Werke
- Die Stimme diese Ratte, Linz 1997
- EuroGRIPS – Das Krimi-Abenteuer in Österreich (gem. mit Peter Klimitsch), Linz 1997
- EuroGRIPS und die verschleppten Hunde – Ein neues Krimi-Abenteuer (gem. mit Peter Klimitsch), Linz 1999
- Memento Mori, Linz 1999; Neuaufl. Linz 2001
- Marathon, Gunskirchen 2001
- Herbarium des Präsens, Aspach 2003
- Abenteuer Musik – Das Geheimnis der Geige (mit Noten von Balduin Sulzer), Linz 2005
- Künstler/innen im Mostviertel, Amstetten 2007
- Abenteuer Musik – Das Geheimnis der Flöte (mit Noten von Norbert Trawöger), Linz 2007
- Die Stunde der Nattern, Wien 2008
- Olga ist verdreht, Bilderbuch (mit Illustrationen von Heike Herold), Mannheim 2010
- Emmi will ausziehen, Bilderbuch (mit Illustrationen von Anna Anastasova), Verlag Jungbrunnen, Wien 2011

## Theaterstücke
- Linz-TALK live – Eine theatralische Belangsendung, 2004
- Bis später, Ferdinand!, 2004
- Eiskinder, 2006
- Eiskind, 2007 (Monodramafassung von „Eiskinder“)
- Olga ist verdreht, 2007
- Faktor Liebe, 2007
- Das Geheimnis der Geige, 2008 (Musical, Libretto unter Mitarbeit von Veronika Kelcher, Komposition: Balduin Sulzer)
- Antonia und der 33. Juli, 2009
- Im Garten, 2009 (Theater für Kinder ab 2 Jahre)
- Killerzicken, eine Komödie übers Erwachsenwerden für Jugendliche ab 14 Jahren, 2009
- Wir schauen nicht weg, ein Klassenzimmer-Stück zum Thema Mobbing ab 14 Jahren für eine Schauspielerin, 2010
- Ruut, Szene in sieben Bildern, Libretto, kirchliche Komposition von Florian Maierl, Uraufführung am 5. November 2010 in der Kirche St. Ursula in Wien
- Kaspar H., Libretto, Oper von Balduin Sulzer, Uraufführung am 29. Januar 2011 am Landestheater Linz
- Der kleine Prinz, Dramatisierung nach Antoine de Saint-Exupéry, Uraufführung am 8. März 2013 am Theater des Kindes in Linz
- Lynx, der Luchs, Libretto, Oper von Helmut Schmidinger, Uraufführung am 1. Mai 2013 am Landestheater Linz
- Der kleine Onkel, Dramatisierung des Bilderbuchs von Barbro Lindgren, Uraufführung am 4. April 2014 am Theater des Kindes